# Phytoecia atripes
Phytoecia atripes är en skalbaggsart som beskrevs av Maurice Pic 1922. Phytoecia atripes ingår i släktet Phytoecia och familjen långhorningar. Inga underarter finns listade i Catalogue of Life.